# Diego Ruiz (militar)
Gral. Diego Ruiz fue un militar mexicano que participó en la Revolución mexicana. Nació en Oacalco, cerca de Yautepec, Morelos. En marzo de 1911 se incorporó a las fuerzas maderistas bajo el mando de Amador Salazar. Participó en la toma de Metepec, Puebla y en el sitio y toma de Cuautla, Morelos. Al triunfo maderista se le licenció, pero al romper Emiliano Zapata con el presidente Francisco I. Madero regresó a la lucha dentro de las fuerzas de Amador Salazar, destacando como segundo jefe de la división durante las campañas contra Madero y Victoriano Huerta. Murió en combate contra las fuerzas carrancistas, el 25 de mayo de 1915, en Tula, Hidalgo.  